# Шаврош (Коррез)
Шавро́ш (фр. Chaveroche, окс. Chava Ròcha) — коммуна во Франции, находится в регионе Лимузен. Департамент — Коррез. Входит в состав кантона Юссель-Уэст. Округ коммуны — Юссель.
Код INSEE коммуны — 19053.
Коммуна расположена приблизительно в 370 км к югу от Парижа, в 85 км восточнее Лиможа, в 55 км к северо-востоку от Тюля.

## Население
Население коммуны на 2008 год составляло 205 человек.
| 1962 | 1968 | 1975 | 1982 | 1990 | 1999 | 2008 |
| ---- | ---- | ---- | ---- | ---- | ---- | ---- |
| 146  | 167  | 139  | 140  | 149  | 145  | 205  |

## Экономика
В 2007 году среди 130 человек в трудоспособном возрасте (15-64 лет) 103 были экономически активными, 27 — неактивными (показатель активности — 79,2 %, в 1999 году было 77,4 %). Из 103 активных работали 97 человек (59 мужчин и 38 женщин), безработных было 6 (2 мужчин и 4 женщины). Среди 27 неактивных 10 человек были учениками или студентами, 10 — пенсионерами, 7 были неактивными по другим причинам.